# Cyclodictyon vallis-gratiae
Cyclodictyon vallis-gratiae là một loài rêu trong họ Pilotrichaceae. Loài này được (Hampe ex Müll. Hal.) Kuntze mô tả khoa học đầu tiên năm 1891.